# Plasser & Theurer

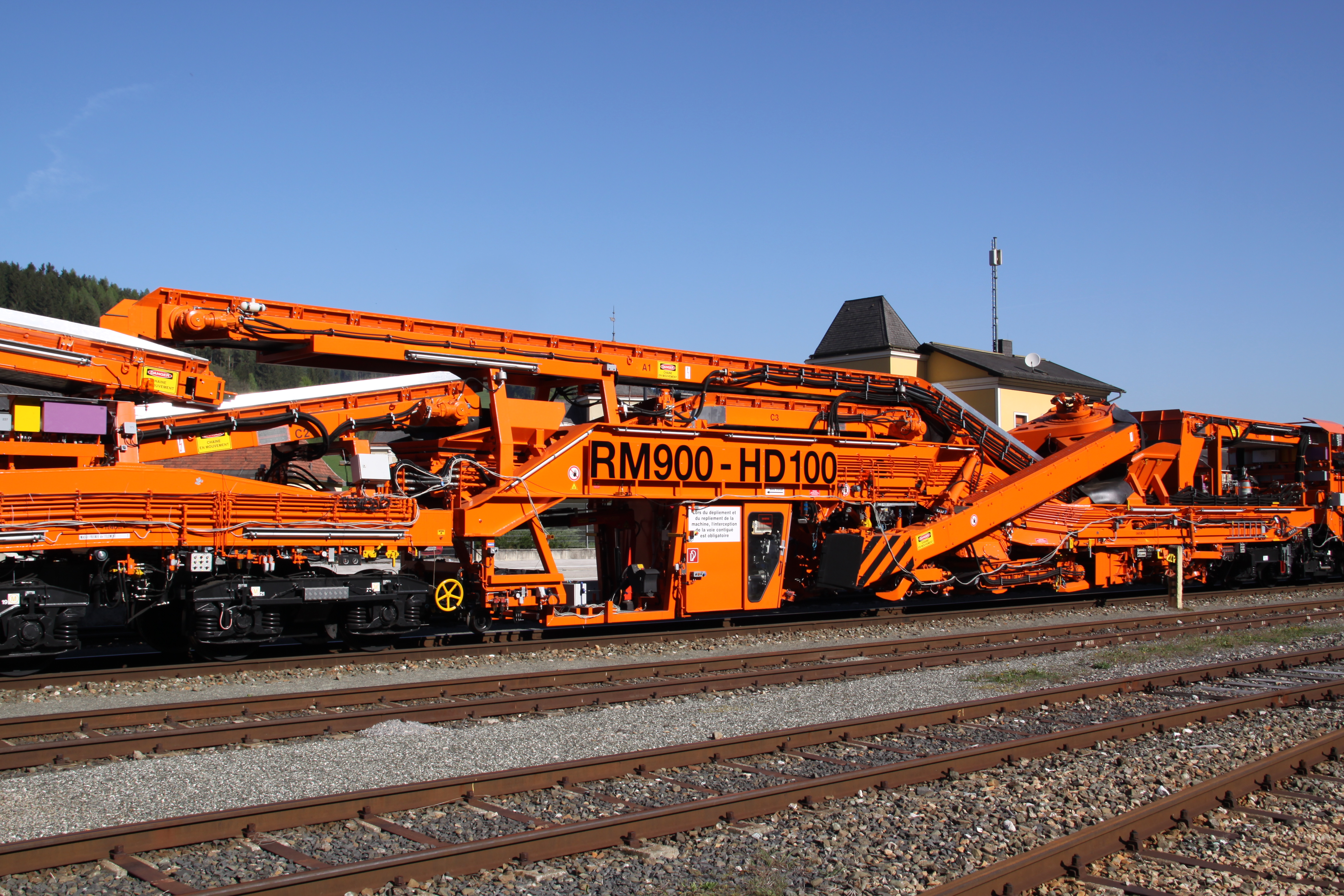
Bettungsreinigungsmaschine „RM 900 - HD 100“

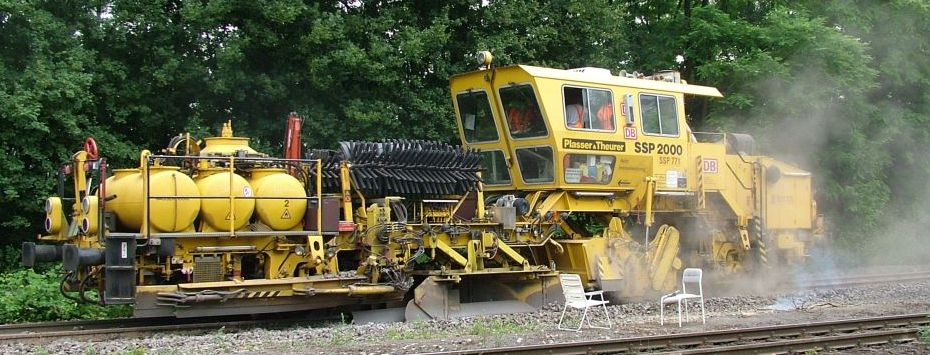
Schotterplaniermaschine SSP 2000

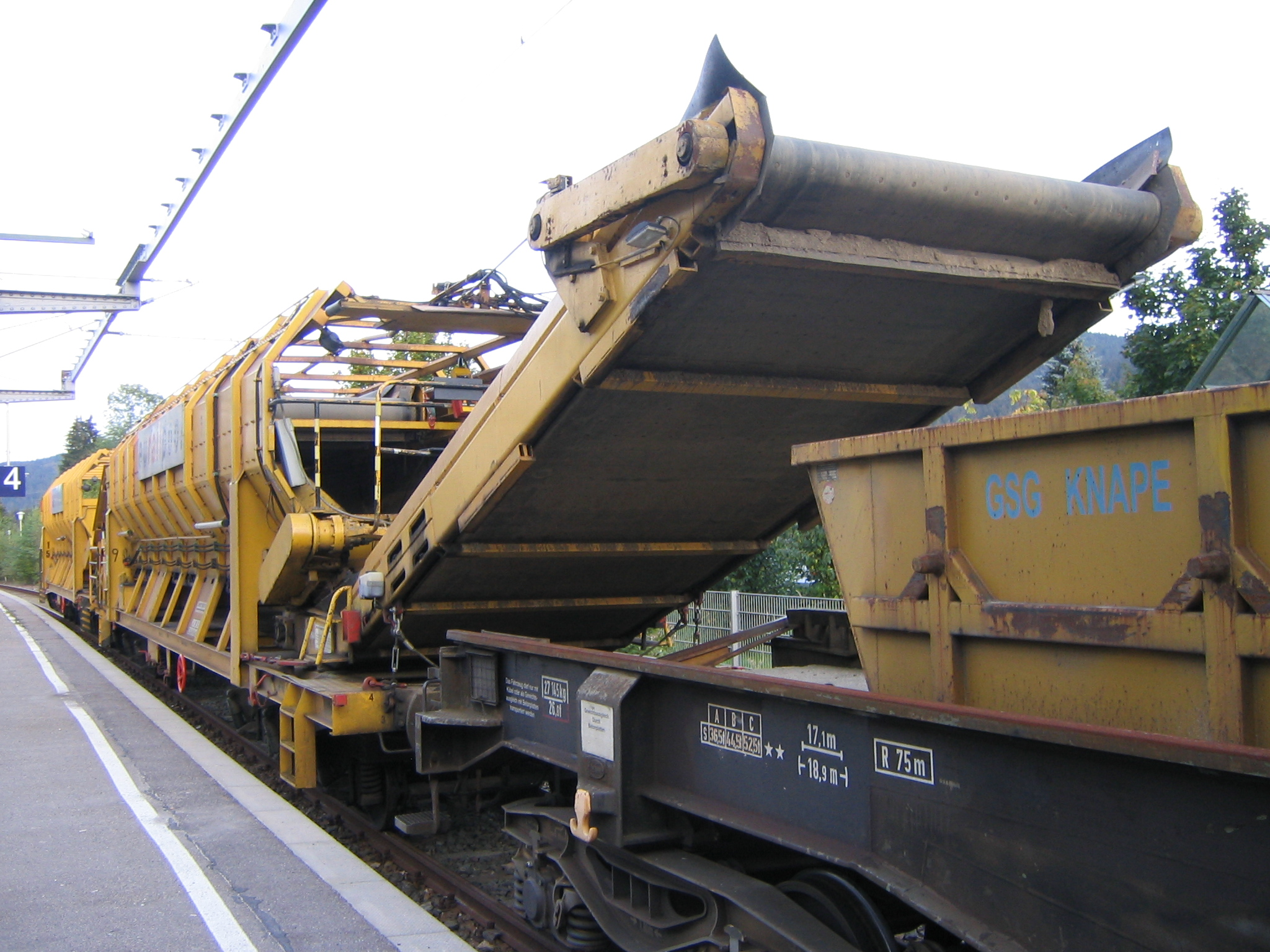
Material-Förder- und Siloeinheit MFS 40

Plasser & Theurer ist eine österreichische Firma mit Hauptsitz in Wien und Weltmarktführer für Gleisbaumaschinen. Das Stammwerk befindet sich in Linz, weltweit beschäftigt das Unternehmen heute über 6000 Mitarbeiter und liefert seine Produkte in über 110 Länder. Die Firma deckt etwa 6 % des Gesamtexports der österreichischen Maschinenbauindustrie ab.

## Geschichte
Im Jahr 1953 entwickelte Plasser und Theurer mit einer Belegschaft von neun Personen die erste hydraulische Stopfmaschine der Welt und setzte damit den ersten Schritt zur Mechanisierung des Gleisbaus. 1958 und 1959 wurden Tochterunternehmen in Kanada und Südafrika gegründet, sowie 1960 die Tochter Deutsche Plasser Bahnbaumaschinen GmbH; 1971 folgten Brasilien und Japan. Bis 2019 lieferte das Unternehmen 16.500 Gleisbau- und andere eisenbahnspezifische Maschinen in 109 Staaten weltweit.
1968 wurde der erste Schnellumbauzug der Welt (SUZ 2000) an die Deutsche Bundesbahn geliefert.
Die Strecke für die Rekordfahrt eines TGV-Zuges der SNCF mit 380 km/h am 26. Februar 1981 wurde mit Plasser-&-Theurer-Gleisbaumaschinen gebaut und für die Versuchsfahrt vorbereitet, ebenso wie für die nächste am 18. Mai 1990 mit 515,3 km/h.
Im Jahr 2001 wurde das Unternehmen umstrukturiert.

## Produktpalette
Die Firma stellt ausschließlich Gleisbaumaschinen her. Neben den klassischen Stopfmaschinen werden auch Schotterverteil- und Planiermaschinen, Gleisstabilisatoren, Bettungsreinigungsmaschinen, Maschinen für Gleisneu- und Umbau und Weichenneu- und Umbau, Maschinen für die mobile Schienenbearbeitung (Schweißen und Schleifen) und diverse Spezialmaschinen erzeugt.

## Auszeichnungen
Für die Entwicklung der Hybrid-Universalstopfmaschine vom Typ Unimat 09-32/4S Dynamic E³ ist Plasser & Theurer im Jahr 2016/2017 mit dem Innovationspreis des Privatbahn Magazin ausgezeichnet worden.